# Guerra francoprussiana
La guerra francoprussiana (1870-1871) forma part del procés d'Unificació alemanya encarregat per Guillem I de Prússia a Otto von Bismarck.

## Antecedents
El rei Guillem I de Prússia va nomenar canceller a Otto von Bismarck el 1862. Entre els seus encàrrecs hi havia la Unificació alemanya i la recomposició del Sacre Imperi Romanogermànic sota el comandament prussià.
Els estats del sud d'Alemanya es mostraven reticents a la idea d'una unió total dels estats alemanys sota el lideratge de la Prússia protestant i militarista i volien limitar la unió al terreny econòmic i a uns acords militars. Bismarck va creure que la millor manera de vèncer aquestes reticències era mitjançant una guerra nacional, una amenaça exterior que despertés els sentiments patriòtics i nacionalistes dels estats del sud i els apropés a Prússia.
La disputa entre França i Prússia per la candidatura de la dinastia dels Hohenzollern al tron espanyol, del que havia abdicat Isabel II d'Espanya va pujar de to durant el regnat de Napoleó III, i França temia Prússia perquè en haver guanyat la Guerra dels Ducats i la Guerra austroprussiana havia guanyat molt territori i s'estava convertint en un rival massa fort pels seus interessos, en guanyar mercat amb la unificació i practicant mesures com el Zollverein (1834), l'abolició de duanes entre els estats alemanys.
L'oportunitat que Bismarck esperava la va proporcionar finalment França, que, recelosa davant la influència que anava adquirint Prússia i amb motiu de la possible candidatura del prussià Leopold de Hohenzollern-Sigmaringen al tron d'Espanya que havia quedat vacant arrel de la Revolució de 1868, va declarar-li la guerra. Aquesta guerra va provocar allò que Bismarck desitjava: la unió de tots els alemanys contra l'amenaça francesa.

## Operacions

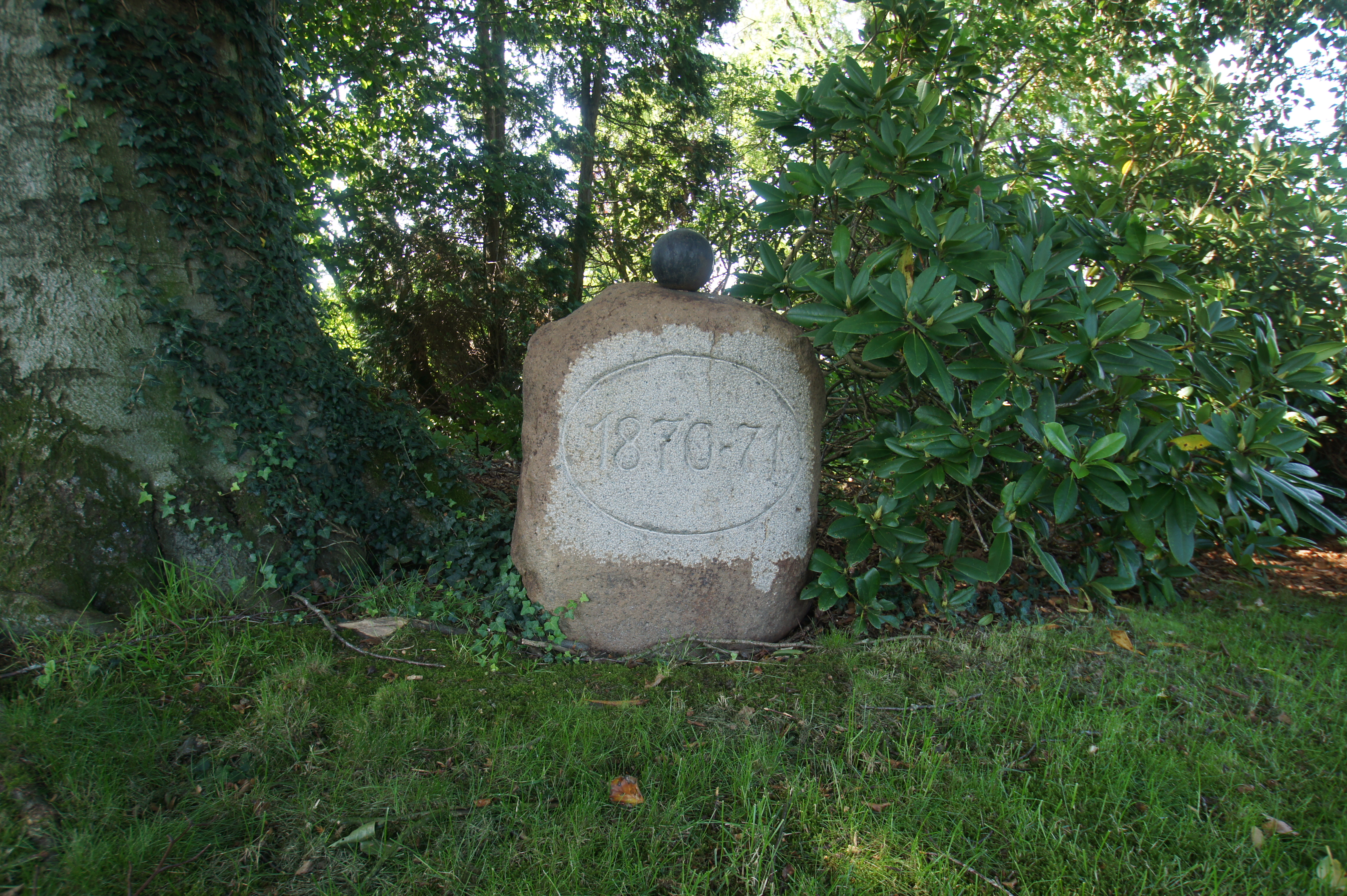
Monument a les víctimes de la guerra a Wiemersdorf

França va mobilitzar el seu exèrcit el 15 de juliol de 1870, cosa que va portar la Confederació d'Alemanya del Nord a respondre amb la seva pròpia mobilització més tard aquell mateix dia. El 16 de juliol de 1870, el parlament francès va votar per declarar la guerra a Prússia; França va envair el territori alemany el 2 d'agost esperant que els estats alemanys es dividissin entre ells, cosa que no va succeir. La Confederació d'Alemanya del Nord va mobilitzar les seves tropes amb molta més eficàcia que els francesos, i els estats alemanys van fer honor als seus tractats, de manera que els estats del sud d'Alemanya van afegir les seves tropes a les de la Confederació d'Alemanya del Nord i va envair el nord-est de França el 4 d'agost. Les forces alemanyes eren superiors en nombre, entrenament i lideratge i van fer un ús més eficaç de la tecnologia moderna, en particular ferrocarrils i artilleria.

### Ocupació de Saarbrücken
Napoleó volia llançar una ofensiva abans que Helmuth von Moltke mobilitzés i desplegués tota la seva força. El reconeixement de les forces de Frossard només havia identificat la 16a divisió d'infanteria prussiana que custodiava la ciutat fronterera de Saarbrücken, just davant de tot l'exèrcit del Rin i el 31 de juliol l'exèrcit va avançar cap al Saar per apoderar-se de Sarrebruck. El fusell Chassepot va demostrar la seva vàlua contra el fusell Dreyse, ja que els fusellers francesos superaven els seus homòlegs prussians en les escaramusses al voltant de Saarbrücken. Tanmateix, els prussians van resistir fortament. Moltke havia massificat tres exèrcits a la zona: el primer exèrcit prussià amb 50.000 homes, comandat pel general Karl von Steinmetz davant Saarlouis, el segon exèrcit prussià amb 134.000 homes comandat pel príncep Frederic Carles de Prússia enfront de la línia Forbach-Spicheren i el tercer prussià Exèrcit amb 120.000 homes comandats pel el príncep hereu, a punt de travessar la frontera a Wissembourg.

### Batalla de Wissembourg
En assabentar-se que el tercer exèrcit alemany era a només 48 quilòmetres al nord de Saarbrücken, el general Le Bœuf i Napoleó III van decidir retirar-se a posicions defensives. El general Frossard, sense instruccions, va retirar precipitadament el seu Exèrcit de Saarbrücken travessant el riu fins a Spicheren i Forbach, i el mariscal Patrice de Mac Mahon, proper a Wissembourg, va estendre les seves quatre divisions a 32 km per reaccionar davant qualsevol invasió prussiana-bavaresa. La manca de subministraments va obligar a cada divisió a buscar menjar i farratge del camp.
La primera acció de la guerra francoprussiana va tenir lloc el 4 d'agost de 1870, en la que la divisió general Douay del I Cos, amb cavalleria adjunta, enviada per vigilar la frontera, atacada de manera aclaparadora però descoordinada per la 3r exèrcit alemany. Elements d'un cos bavarès i dos cossos prussians van atacar ajudats per l'artilleria prussiana, que va fer forats a les defenses de la ciutat. Douay va mantenir una posició molt forta inicialment, gràcies a la precisió a llarg abast dels fusell Chassepot, però la seva força no fou suficient fina per resistir, i el mateix Douay va morir en la defensa. Els combats dins de la ciutat es van tornar extremadament intensos, convertint-se en una batalla de supervivència porta a porta. Malgrat un incessant atac de la infanteria prussiana, els soldats de la 2a Divisió es van mantenir a les seves posicions fins que foren bombardejats intensament per l'artilleria prussiana i Wissembourg es va rendir finalment als alemanys. Les tropes franceses que no es van rendir es van retirar cap a l'oest, deixant enrere 1.000 morts i ferits i uns altres 1.000 presoners i la resta de municions, per 1.000 baixes alemanyes. La cavalleria alemanya va perseguir els francesos però va perdre el contacte amb ells. La presa de la ciutat per part dels prussians amenaçava la via de retirada francesa.

### Batalla de Spicheren

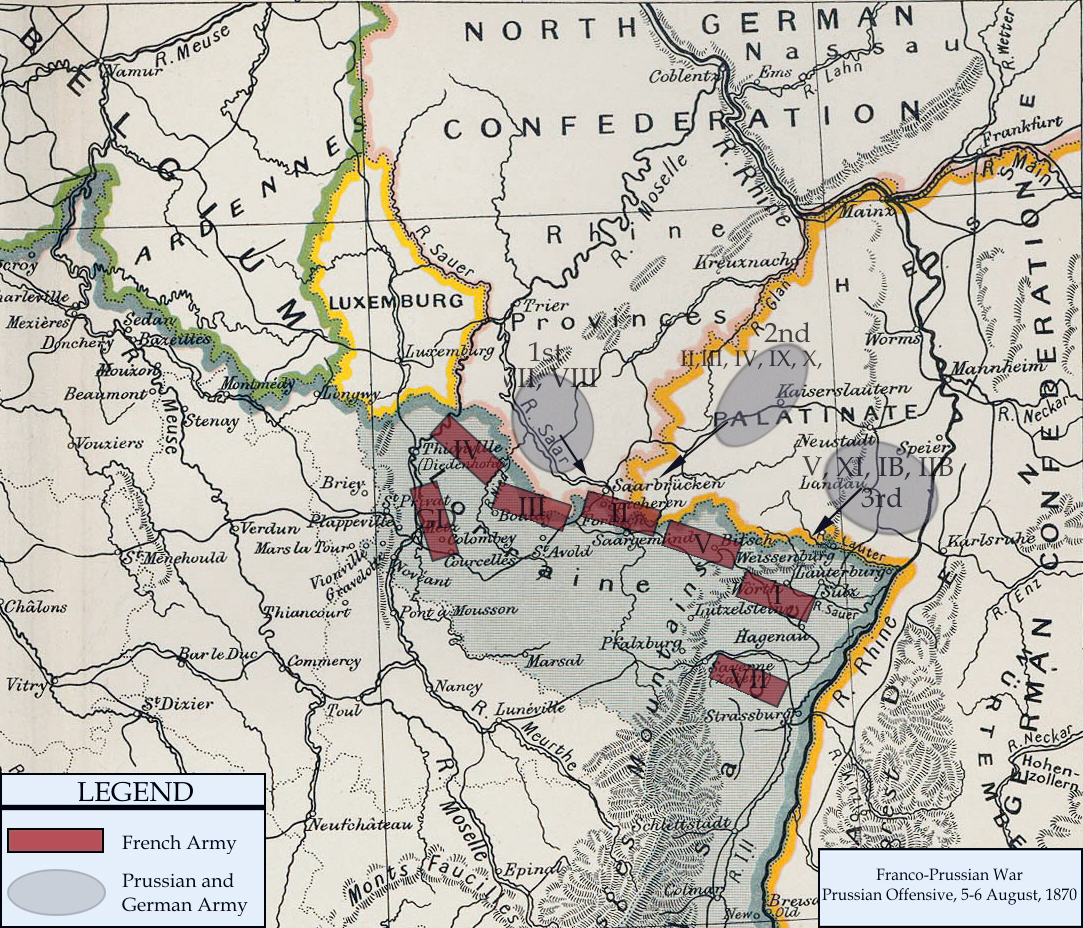
Mapa de les ofensives prussiana i alemanya del 5 al 6 d'agost

La batalla de Spicheren el 5 d'agost va ser la segona de les tres derrotes franceses crítiques. Helmuth von Moltke havia planejat originalment mantenir l'exèrcit de Bazaine al riu Saar fins que pogués atacar-lo amb el 2n exèrcit al davant i el 1r exèrcit al seu flanc esquerre, mentre que el 3r exèrcit tancava cap a la rereguarda. L'envellit general von Steinmetz va fer un moviment excessivament zelós i no planificat, dirigint el 1r Exèrcit cap al sud des de la seva posició al Mosel·la. Es va dirigir cap a la ciutat de Spicheren, tallant el príncep Frederic Carles de les seves unitats de cavalleria avançades durant el procés.
Per la banda francesa, la planificació després del desastre a Wissembourg s'havia convertit en essencial. El general Le Bœuf, ruboritzat per la ràbia, tenia intenció d'anar a l'ofensiva sobre el Sar i contrarestar la seva pèrdua. No obstant això, la planificació de la propera trobada es basava més en la realitat dels esdeveniments que es desenvolupaven en lloc de l'emoció o l'orgull, ja que l'intendent general Wolff li va dir a ell i al seu personal que el subministrament més enllà del Sarre seria impossible. Per tant, els exèrcits de França prendrien una posició defensiva que protegiria contra tots els possibles punts d'atac, però també deixaria als exèrcits incapaços de suportar-se els uns als altres.
Mentre l'exèrcit francès dirigit pel general Patrice de Mac Mahon va contractar el 3r exèrcit alemany a la batalla de Wörth, el primer exèrcit alemany dirigit per Karl Friedrich von Steinmetz va acabar el seu avanç cap a l'oest de Saarbrücken. Una patrulla del 2n exèrcit alemany sota el comandament del príncep Frederic Carles de Prússia va detectar focs d'engany propera i l'exèrcit de Frossard més lluny en un llunyà altiplà al sud de la ciutat de Spicheren, i va prendre això com a signe de la retirada de Frossard. Ignorant de nou el pla de Helmuth von Moltke, tots dos exèrcits alemanys van atacar el 2n cos francès de Frossard, fortificat entre Spicheren i Forbach.
Els francesos desconeixien la superioritat numèrica alemanya al començament de la batalla, ja que el 2n exèrcit alemany no atacava de cop. En tractar els atacs que s'acostaven com a simples escaramusses, Frossard no va demanar suport addicional a altres unitats. Quan es va adonar de quin tipus de força s'oposava, ja era massa tard. Les comunicacions greument defectuoses entre Frossard i els que estaven a la reserva de Bazaine es van alentir tant que en el moment en què les reserves van rebre ordres de traslladar-se a Spicheren, els soldats alemanys del primer i segon exèrcit havien carregat les altures. Com que les reserves no havien arribat, Frossard va creure erròniament que estava en greu perill de ser excedit, ja que a Forbach es van veure soldats alemanys del general von Glume. En lloc de continuar defensant les altures, al final de la batalla després del capvespre, es va retirar cap al sud. Les baixes alemanyes van ser relativament altes a causa de l'avanç i l'eficàcia del fusell Chassepot. Van quedar sorpresos al matí quan van saber que els seus esforços no eren en va; Frossard havia abandonat la seva posició a les altures.

### Batalla de Wörth
La batalla de Wörth va començar quan els dos exèrcits van tornar a enfrontar-se el 6 d'agost a prop de Wörth, a la ciutat de Frœschwiller, a uns 16 km de Wissembourg. El 3r exèrcit del príncep hereu de Prússia en una ràpida reacció del seu cap de gabinet general Oskar von Blumenthal, va aconseguir reforços que van portar la seva força fins a 140.000 tropes. Els francesos s'havien reforçat lentament i la seva força era de només 35.000. Encara que molt superats en nombre, els francesos van defensar la seva posició als afores de Frœschwiller. A la tarda, els alemanys havien patit uns 10.500 morts o ferits i els francesos havien perdut un nombre similar de baixes i uns altre 9.200 homes presos, una pèrdua de la meitat de la força aproximadament. Els alemanys van capturar Fröschwiller al centre de la línia francesa. Havent perdut qualsevol esperança de victòria i enfrontant-se a una massacre, l'exèrcit francès es va retirar en direcció oest cap a Bitche i Saverne, amb l'esperança d'unir-se a les forces franceses a l'altra banda de les muntanyes dels Vosges. El 3r exèrcit alemany no va perseguir els francesos, però va romandre a Alsàcia i es va dirigir lentament cap al sud, atacant i destruint les guarnicions franceses dels voltants.

### Batalla de Mars-La-Tour
Després de les derrotes a la frontera, uns 160.000 soldats francesos quedaren assetjats a la fortalesa de Metz. El 15 d'agost es va ordenar la retirada de Metz per enllaçar amb les forces franceses a Châlons i la retirada fou detectada per una patrulla de cavalleria prussiana dirigida pel comandant Oskar von Blumenthal. L'endemà, una força prussiana de més de 30.000 homes del III Cos del 2n exèrcit dirigida pel general Constantin von Alvensleben, va trobar l'exèrcit francès a prop de Vionville, a l'est de Mars-la-Tour i tot i la clara inferioritat numèrica va llançar un atac arriscat, derrotant els francesos i capturant Vionville, bloquejant qualsevol intent de fugida cap a l'oest.
Sense possibilitat de retirar-se, els francesos de Metz no van tenir més remei que participar en una lluita que veuria l'últim gran batalla de cavalleria a Europa occidental, en la que els alemanys foren destrossat per constants càrregues de cavalleria, perdent més de la meitat dels seus soldats. El 16 d'agost, els francesos van tenir l'oportunitat d'escombrar la defensa prussiana clau i d'escapar. Dos cossos prussians havien atacat l'avantguarda francesa, pensant que era la rereguarda de la retirada de l'exèrcit francès del Mosa i van mantenir tot l'exèrcit francès lluitant durant tot el dia malgrat la inferioritat numèrica. Els francesos havien perdut l'oportunitat de guanyar una victòria decisiva, i sense possibilitat de retirar-se, van haver de lluitar la batalla de Gravelotte el 18 d'agost.

### Batalla de Gravelotte
François Achille Bazaine va retirar-se el 17 cap a una línia de turons entre Saint-Privat-la-Montagne i Gravelotte, a l'oest de Metz cap a la seva línia de retirada prevista. Quan Helmuth von Moltke va descobrir les disposicions franceses es va veure obligat a enviar les seves tropes directament contra l'excel·lent posició francesa. El sud de la línia francesa, situat a l'altre banda d’un profund barranc i ben atrinxerat, va impedir els assalts alemanys, i el sector nord de la línia francesa, al voltant de Saint-Privat, va causar greus pèrdues als alemanys que van atacar fins que van ser obligats a retirar-se a Metz durant la nit. En lloc de contraatacar per tornar a obrir la carretera de Verdun, Bazaine va utilitzar la nit per retirar-se a cap a Metz. Els alemanys van perdre 20.000 homes i els francesos 13.000, però els alemanys van encerclar l'exèrcit francès de Bazaine a Metz, i Moltke va poder usar una part de les tropes per atacar Patrice de Mac Mahon a Sedan (Ardenes).

### Setge de Metz
Amb la derrota de l'Exèrcit del Rin a la batalla de Gravelotte, els francesos es van retirar a Metz, on van ser assetjats per més de 150.000 tropes prussianes del primer i segon exèrcit. La inactivitat de François Achille Bazaine va permetre a Helmuth von Moltke millorar les seves línies al voltant de Metz i intensificar la caça de MacMahon. En aquest moment Napoleó III i Patrice de Mac Mahon van formar el nou exèrcit francès de Châlons, per marxar cap a Metz a rescatar Bazaine. Napoleó III va dirigir personalment l'exèrcit amb el mariscal MacMahon. L'exèrcit de Châlons va marxar cap al nord-est cap a la frontera belga per evitar els prussians abans d'atacar cap al sud per enllaçar amb Bazaine. Els prussians van aprofitar aquesta maniobra per atrapar els francesos amb una pinça. Moltke va deixar el primer i el segon exèrcit prussians assetjant Metz, excepte tres cossos separats per formar l'Exèrcit del Mosa sota el príncep hereu de Saxònia. Amb aquest exèrcit i el Tercer Exèrcit prussià, Moltke va marxar cap al nord i va trobar als francesos a Beaumont el 30 d'agost. Després d'uns forts combats en què van perdre 5.000 homes i 40 canons, els francesos es van retirar cap a Sedan (Ardenes). Després de reconstruir-se a la ciutat, l'exèrcit de Châlons va quedar aïllat pels exèrcits convergents de Prússia. Napoleó III va ordenar que l'exèrcit sortís immediatament del cercle. Amb MacMahon ferit el dia anterior, el general Auguste Ducrot va prendre el comandament de les tropes franceses al camp.

### Batalla de Sedan
L'1 de setembre de 1870 l'Exèrcit de Châlons va atacar els Tercer exèrcits i l'exèrcit del Meuse prussians. A les 11:00, l'artilleria prussiana va passar factura als francesos mentre arribaven més tropes prussianes al camp de batalla. Atacat amb trets d'artilleria des de tres bandes, la cavalleria francesa va llançar tres atacs desesperats al proper poble de Floing, on es concentrava el XI Cos Prussià, mentre la infanteria es rendia, i al final del dia, sense cap esperança de victòria, Napoleó III va suspendre els atacs. L'endemà, el 2 de setembre, Napoleó III es va rendir i va ser fet presoner amb 104.000 soldats seus. Va ser una victòria aclaparadora per als prussians, ja que no només van capturar tot un exèrcit francès, sinó també el líder de França. La derrota dels francesos a Sedan havia decidit la guerra a favor de Prússia. Un exèrcit francès estava ara immobilitzat i assetjat a la ciutat de Metz, i no hi havia cap altra força a terra francesa per evitar una invasió alemanya. Malgrat tot, la guerra continuaria.

## Guerra del Govern de Defensa Nacional
Quan va arribar la notícia a París de la rendició de Napoleó III a la batalla de Sedan, el Segon Imperi Francès va ser enderrocat per una revolta popular a París, que va obligar a proclamar un govern provisional i una Tercera República Francesa pel general Louis-Jules Trochu, Jules Favre i Léon Gambetta el 4 de setembre amb un nou govern que es va anomenar Govern de Defensa Nacional. Després de la victòria alemanya a Sedan, la majoria de l'exèrcit francès estava assetjat a Metz o presoner dels alemanys, que esperaven un armistici i el final de la guerra. Otto von Bismarck volia una pau ràpida, però tenia dificultats per trobar una autoritat francesa legítima amb qui negociar. El Govern de la Defensa Nacional no tenia mandat electoral, l'Emperador era captiu i l'Emperadriu a l'exili, però no hi havia hagut abdicació de dret i l'exèrcit encara estava obligat per un jurament de fidelitat al desaparegut règim imperial.
La intenció de Prússia era debilitar la posició política de França a l'exterior. La posició defensiva de les noves autoritats franceses, que van oferir a Alemanya una pau honorable i el reemborsament dels costos de la guerra, va ser rebutjada per Prússia, que va demanar l'annexió de les províncies franceses d'Alsàcia i part de Lorena. Només els Estats Units i Espanya van reconèixer el nou govern de defensa nacional immediatament després de l'anunci; altres països es van negar a fer-ho durant algun temps. Favre, en nom del Govern de Defensa Nacional, va declarar el 6 de setembre que França no "cediria ni una polzada del seu territori ni una pedra de les seves fortaleses" i renovant la declaració de guerra va demanar reclutes a totes les parts del país comprometement-se a expulsar les tropes alemanyes de França en una guerra a ultrança. Els alemanys van haver de continuar la guerra atacant París. El 15 de setembre, les tropes alemanyes van arribar als afores de París i Helmuth von Moltke va dictar les ordres de prendre la ciutat. El 19 de setembre, els alemanys la van envoltar i establir un bloqueig, tal com ja es va establir a Metz, completant el tancament el 20 de setembre. Bismarck es va reunir amb Favre el 18 de setembre al castell de Ferrières i va exigir una frontera immune a venjança francesa, que incloïa Estrasburg, Alsàcia i la major part del departament de Moselle a Lorena, de la qual Metz era la capital, i la rendició d'Estrasburg i de la ciutat fortalesa de Toul. Per permetre el subministrament a París, es va haver de lliurar un dels forts perimetrals. Favre desconeixia que l'objectiu real de Bismarck a l'hora de fer demandes tan fortes era establir una pau duradora a la nova frontera occidental d'Alemanya amb un govern amic, en condicions acceptables per a l'opinió pública francesa, i una frontera militar inexpugnable era una pitjor alternativa.
Quan va començar la guerra, l'opinió pública europea va afavorir enormement els alemanys, però la demanda de Bismarck que França cedís la sobirania sobre Alsàcia va provocar un canvi dramàtic en aquest sentiment a Itàlia, que va ser exemplificat millor per la reacció de Garibaldi, que va anar a França i va assumir el comandament de l'Exèrcit dels Vosges, amb el qual va operar a Dijon fins al final de la guerra. Les accions enèrgiques del govern a Tours sota el lideratge de Gambetta van conduir a un èxit significatiu en la formació d'un nou exèrcit. En menys de 4 mesos es va crear un nou exèrcit de masses malgrat que la indústria i els magatzems militars es concentraven principalment a París i que armes, campaments, uniformes, municions, equipament i equipatge a les províncies havia de ser fet de nou. Molta indústria militar es van establir a les províncies.
Les batalles del període imperial de la guerra van tenir lloc amb la doble superioritat dels alemanys, mentre que les batalles del període republicà van tenir lloc amb la doble, de vegades triple superioritat dels francesos. Tot i que els francesos van més que triplicar les seves forces durant la guerra, els alemanys no les van augmentar. Prússia el 1870 desconeixia completament l’activitat febril de la mobilització permanent i només l'alliberament de grans forces alemanyes dedicades al setge de la fortalesa de Metz va permetre als alemanys superar aquesta crisi.

### Setge de Paris

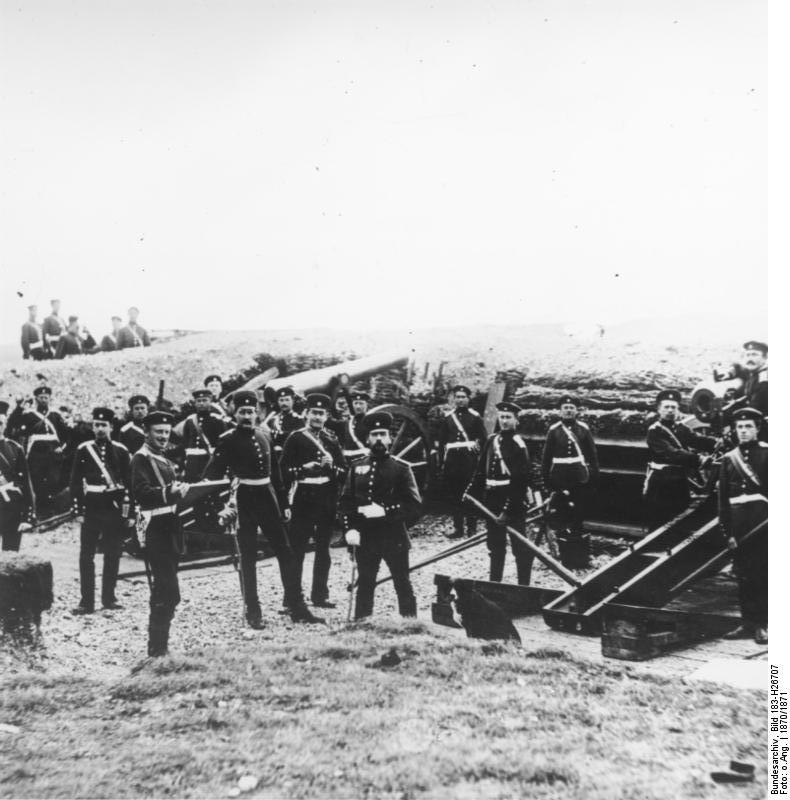
Artilleria prussiana durant el setge de París

Les forces prussianes van començar el setge de París el 19 de setembre de 1870. Davant del bloqueig, el nou govern francès va demanar l'establiment de diversos grans exèrcits a les províncies franceses, que havien de marxar cap a París i atacar-hi els alemanys des de diverses direccions al mateix temps. Els civils francesos armats havien de crear una força guerrillera, els anomenats francs-tireurs, amb l'objectiu d'atacar les línies de subministrament alemanyes. Otto von Bismarck va intentar posar fi a la guerra el més aviat possible tement un canvi en la situació internacional i va insistir en bombardejar, malgrat les objeccions d'Oskar von Blumenthal, que comandava el setge, per motius morals i va trobar suport en altres figures militars d'alt nivell com el príncep hereu i Helmuth von Moltke. No obstant això, al gener, els alemanys van disparar unes 12.000 obusos, 300-400 granades diàries a la ciutat. El setge de la ciutat va causar grans dificultats per a la població, especialment per als pobres pel fred i la fam. Uns 400 hi van resultar morts o ferits però sense gaire efecte en l'esperit de resistència.

### Campanya del Loira
Enviat des de París com a emissari del govern republicà, Léon Gambetta va sobrevolar les línies alemanyes amb un globus inflat amb gas de carbó procedent de les fàbriques de gas de la ciutat i va organitzar el reclutament de l’Exèrcit del Loira. Els rumors sobre un suposat pla "d'extermini" alemany van enfurismar els francesos i van reforçar el seu suport al nou règim. En poques setmanes, es van reclutar cinc nous exèrcits que sumaven més de 500.000 homes.
Els alemanys van enviar algunes de les seves tropes a les províncies franceses per detectar, atacar i dispersar els nous exèrcits francesos abans que es convertissin en una amenaça, però no estaven preparats per a una ocupació de tota França. El 10 d'octubre van començar les hostilitats entre les forces republicanes alemanyes i franceses a prop d'Orleans. Al principi, els alemanys van guanyar, però els francesos van obtenir reforços i van derrotar a una força bavaresa a la batalla de Coulmiers el 9 de novembre. Després de la rendició de Metz, més de 100.000 tropes alemanyes ben entrenades i experimentades es van unir a l '"Exèrcit del Sud" alemany. Els francesos es van veure obligats a abandonar Orleans el 4 de desembre i finalment van ser derrotats a la batalla de Le Mans entre el 10 i el 12 de gener.

### Campanya del nord
Després de les derrotes de l'Exèrcit del Loira, Léon Gambetta es va dirigir a l'Exèrcit del Nord del general Louis Faidherbe, que havia aconseguit diverses petites victòries a Ham, La Hallue i Amiens i estava protegit pel cinturó de fortaleses del nord de França, cosa que permetia als homes de Faidherbe llançar atacs ràpids contra unitats prussianes aïllades, per després retirar-se darrere de les fortaleses. Malgrat l'accés a les fàbriques d'armament de Lille, l'Exèrcit del Nord va patir greus dificultats de subministrament, que van deprimir la moral. El gener de 1871, Gambetta va forçar Faidherbe a marxar amb el seu exèrcit més enllà de les fortaleses i involucrar els prussians en una batalla oberta. L'exèrcit es va veure fortament debilitat per la baixa moral, els problemes de subministrament, el terrible clima hivernal i la baixa qualitat de les tropes, mentre que el general Faidherbe no va poder manar a causa de la seva mala salut, fruit de dècades de campanyes a l'Àfrica occidental. Es va retirar de la batalla de Bapaume el 3 de gener de 1871 i la Batalla de Sant Quintí el 13 de gener. va patir una derrota aclaparadora i es va dispersar, alliberant milers de soldats prussians per ser traslladats a l'est.

### Campanya de l'est
Després de la destrucció de l'exèrcit del Loira, les seves restes es van reunir a l'est de França per formar l'Exèrcit de l'Est, comandat pel general Charles-Denis Bourbaki, i en un últim intent de tallar les línies de subministrament alemanyes al nord-est de França, va marxar cap al nord per atacar el setge prussià de Belfort i socórrer els defensors. Les tropes franceses tenien un avantatge numèric i l'ofensiva francesa, inesperada per als alemanys, va començar amb força èxit i a mitjan gener de 1871, els francesos havien arribat al riu Lisaine, a pocs quilòmetres de Belfort. A la batalla de Lisaine, els homes de Bourbaki no van aconseguir obrir les línies alemanyes comandades pel general August von Werder i amb l'arribada de l'exèrcit del sud alemany, el general von Manteuffel va empènyer l'exèrcit de Bourbaki a les muntanyes properes a la frontera suïssa. Bourbaki va intentar suïcidar-se, però no va provocar una ferida mortal. Abans de ser destruït, l'últim exèrcit francès intacte de 87.000 homes, llavors comandat pel general Justin Clinchant va travessar la frontera i va ser desarmat i internat pels suïssos neutrals a prop de Pontarlier l'1 de febrer. Belfort va continuar resistint fins a la signatura de l'armistici.

## La guerra naval

### Bloqueig naval
Quan va començar la guerra, el govern francès va ordenar un bloqueig de les costes del nord d'Alemanya, al qual la petita Marina Federal del Nord d'Alemanya amb només cinc cuirassats i diversos vaixells menors podia fer poc per oposar-se. Durant la major part de la guerra, els tres cuirassats alemanys més grans van estar fora de servei amb problemes de motor i només el SMS Arminius estava disponible per realitzar operacions. Quan es van acabar les reparacions dels motors, la flota francesa ja havia marxat perquè no tenien prou carbó com per sostindre el bloqueig. El bloqueig va resultar només parcialment reeixit a causa de desconsideracions crucials per part dels planificadors de París.

### Invasió del nord d'Alemanya
Per alleujar la pressió de l'esperat atac alemany contra Alsàcia i Lorena, Napoleó III i l'alt comandament francès van planejar un desembarcament al nord d'Alemanya tan aviat com va començar la guerra. Els francesos esperaven que la invasió desviés les tropes alemanyes i animés Dinamarca a unir-se a la guerra, amb el seu exèrcit de 50.000 homes i la Marina reial danesa, però Prússia havia construït recentment defenses al voltant dels grans ports nord-alemanys amb bateries d'artilleria costanera amb artilleria pesada de Krupp, que amb un abast de 3.700 m tenia el doble que la dels canons navals francesos. A la Marina francesa li mancaven les armes pesades per enfrontar-se a les defenses costaneres i la topografia de la costa prussiana va fer impossible una invasió marítima del nord d'Alemanya.
Els infants de marina i la infanteria de marina francesa destinats a la invasió del nord d'Alemanya van ser enviats per reforçar l'exèrcit francès de Châlons i van caure presoners a Sedan juntament amb Napoleó III.

## El final de la guerra
Al final de la guerra, amb la victòria alemanya gairebé assegurada, els estats alemanys van proclamar la seva unió com a Imperi Alemany sota Guillem I de Prússia i el canceller Bismarck; amb l'única excepció d'Àustria.
La guerra va acabar el 18 de gener de 1871 amb la signatura del Tractat de Frankfurt, quan la captura de la capital francesa era imminent, i Guillem I es va proclamar emperador del II Reich (l'Imperi Alemany) al Palau de Versalles, molt a prop de París, a la vegada que ampliava el seu territori afegint-li l'Alsàcia i la Lorena, territoris francesos fronterers amb l'Imperi.

## Conseqüències
Després de l'armistici amb França, el 10 de maig de 1871 Adolphe Thiers va signar el Tractat de Frankfurt, que donava a Alemanya milers de milions de francs en concepte d’indemnització de guerra, així com la major part d’Alsàcia i parts de Lorena, que es va convertir en el Territori Imperial d’Alsàcia-Lorena (Reichsland Elsaß-). Lothringen). El resultat de la guerra va suposar una forta humiliació per als francesos, que es compta entre una de les moltes causes de la Primera Guerra Mundial, va canviar novament la forma de l'estat francès a la definitiva República i va completar la Unificació alemanya, de la qual va emergir l'Imperi Alemany.
El ressentiment de la derrota francesa va estimular el moviment revolucionari de la Comuna de París, un govern socialista que va exercir el poder breument a la ciutat de París des del 18 de març (formalment el 26 de març) del 1871 fins al 28 de maig del mateix any. La Comuna de París de 1871 va ser el primer intent històric reeixit de construir una alternativa democràtica i popular al capitalisme i la cristal·lització d'una amalgama de pensament popular obrerista que emanava des de feia decennis.
El 1873, per pagar el deute tres mil cinc-cents milions de francs amb Alemanya i alliberar l'últim territori francès ocupat pels alemanys va fer acords amb els principals cinquanta-cinc bancs d'Europa i va emetre bons que, basats en el bon crèdit de França, van aportar més que la quantitat requerida. Thiers va signar una nova convenció amb Alemanya el 15 de març de 1873, demanant als alemanys que abandonessin els últims quatre departaments francesos que tenien, Ardenes, Vosges, Meurthe i Mosel·la i Mosa el juliol de 1873, dos anys abans del previst. Alemanya només conservava la fortalesa de Verdun, i el territori d'un radi de tres quilòmetres al seu voltant. L'Assemblea Nacional va votar una resolució especial per agrair a Thiers l'alliberament del territori francès abans del previst. Els diputats de la dreta es van abstenir, però es va aprovar amb el suport total dels republicans.
Durant el Congrés de Berlín de 1878 es decidí que França assumiria el control de Tunísia a canvi del control britànic de Xipre, i com a compensació oferta per Bismarck, que havia conquerit a França Alsàcia i Lorena.